# Савоня д'Изонцо
Саво̀ня д'Изо̀нцо (на италиански: Savogna d'Isonzo; на фриулски: Savogne di Gurize, Савоние ди Гурице, на словенски: Sovodnje ob Soči, Соводние об Сочи) е село и община в Северна Италия, провинция Гориция, автономен регион Фриули-Венеция Джулия. Разположено е на 49 m надморска височина. Населението на общината е 1739 души (към 2010 г.).